# ガーカガワ
ガーカガワ（がーかがわ）は、オフィス・ブランシアン（香川県高松市）が運営する地域情報ポータルサイト。現地の取材に基づいた、香川県の「ヒト」「モノ」「コト」を、クスッ笑いを交えながら楽しく紹介するのが特徴。

## 概要
2017年5月にリリース。現地での取材を重視し、コンテンツの特徴としては取材対象者を露出させたり、モデルの起用や読者参加型といった「情報+人」を意識している。
主なコンテンツ
- ガーカガワ的、新百景 ー 香川県内の観光地や見どころ、フォトスポットなどを紹介するコーナー。
- 美味しいものナビ ー 香川県の特産品やカフェ、スイーツなどのグルメ情報。
- うどんログ ー 読者からの投稿によるさぬきうどん店のクチコミ情報。
- 香川県のイベント情報 ー イベント主催者による告知やイベント取材記事など。
- イケてるカガワ人 ー 香川出身の有名人や香川で活躍する人物に対するインタビュー記事。
- 各種特集記事 ー がんばる女性を取り上げる「カガワガールズ！」、読者有志で現地取材する「スーツ隊が行く！」、ランチを特集する「ランチたべました。」など。

記事提供先
Yahoo!ライフマガジン（2021年3月31日サービス終了）、SmartNews、aumo、Lockets、Googleニュース、ほか。

## メディアでの紹介
- ホンマルラジオかがわ ー 2018年2月16日放送[4]
- 働き方メディアFledge ー 2019年6月25日[1]
- エキサイトニュース ー 2019年8月2日[2]
- 四国新聞 ー 2021年9月4日付朝刊
- FM815 ー 2021年9月8日放送